# Efecte Mateu

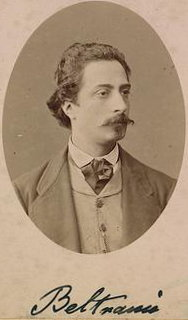
El model de disc de Poincaré es diu així malgrat haver estat obra d'Eugenio Beltrami, en un exemple d'efecte Mateu

L′efecte Mateu és la denominació sociològica d'un fenomen d'acumulació injusta de bens, riquesa, reconeixement, prestigi o reputació. Es pot simplificar en la frase «el ric es fa més ric i el pobre es fa més pobre» i és aplicable al coneixement, en l'àmbit científic o en el reconeixement d'igualtat de les dones. En relació al carisma o al coneixement de cada persona s'enfronta a una posada en la realitat d'aquest fet, acció o coneixement, ja que s'enfronta a un diferent nivell de reconeixement o de recorda depenent de qui és, d'on es mou, del gènere que té, de a qui es troba relacionat.
Aquest efecte es repeteix al llarg de la història i ens exposa una situació on els més visibles i reconeguts són capaços d'eclipsar el talent real caient en l'oblit o donant l'èxit a aquests perfils més visibles.

## Etimologia
Malgrat que l'ús d'aquest terme s'associa per primera vegada al sociòleg Robert Merton, l'efecte Mateu rep aquesta denominació originàriament per la cita bíblica de la paràbola dels talents, una de les paràboles de Jesús, on surt dos cops, però es repeteix diversos cops a l'Evangeli.
La primera cita correspon a l'Evangeli de Sant Mateu i diu textualment: "Qui enim habet, dabitur ei, et abundabit; Qui Antem non habet, et quodhabet, auferetur ab eo". Aquest fragment es tradueix com "Perquè al qui té, li donarà i tindrà en abundància; però al qui no té fins i tot el que té li serà pres ". - Mateu 25:29
La segona cita que fa referència a aquest fenomen a la paràbola dels talents es troba a l'Evangeli de Sant Lluc i diu: "Us dic que a tots els que tingueu se'ls donarà més; però de qui no té, fins i tot allò que ell té serà arrabassat". - Lluc 19:26
Es poden fer algunes consideracions sobre el concepte: En primer lloc, el text pot tenir dues interpretacions diferents. Els autors descarten la interpretació bíblica que busca més un sentit de justícia com a conclusió a les paràboles que li precedeixen en els textos de la Bíblia. De fet, en noves traduccions bíbliques s'ha canviat el concepte tenir pel de produir. D'altra banda, la interpretació de la cita utilitzada per altres autors és diferent, busquen el sentit més general dels termes donar i tenir, fent referència de manera indistinta tant a béns i valors materials com immaterials. Per exemple, en l'àmbit econòmic s'utilitzarà com a paràmetre "els diners" o "la riquesa", però en altres contextos es farà referència a valors immaterials com "la confiança" o "el prestigi social". Ja que, segons l'àmbit en què ens trobem, s'estudiaran paràmetres de mesura diferents.

### Origen del terme a la sociologia
El primer autor que proposa l'efecte Mateu és Robert K. Merton, en el context de la qualitat de la producció científica, aquest sociòleg de la ciència denúncia que un autor amb experiència acreditada veu més afavorides les seves publicacions que un jove sense experiència o un nouvingut (Merton, 1968). Per exemple, gairebé sempre es concedirà un premi al investigador més alt que participi en un projecte, tot i que tot el treball hagi estat realitzat per un estudiant graduat.
Això es va formular més endavant per Stephen Stigler com a llei de eponímia de Stigler: "Cap descobriment científic rep el nom del seu descobridor original".
Seguint en l'àmbit de la mesura de la producció científica, el físic, filòsof i epistemòleg argentí Mario Bunge explica "l'efecte Sant Mateu", com ell l'anomena, a partir de dos mecanismes, el més important, el "memorístic", pel qual es reté millor a la memòria el nom de l'autor més conegut que el del no conegut. Bunge dedica un article a aquest fenomen anomenat "El Efecto San Mateo" en el que explica diferents experiments sobre l'Efecte Mateu en aquest context.

## Efecte Mateu i efecte Matilda
Margaret W. Rossiter, historiadora e la ciència nascuda a juliol del 1944, va treure a la llum les desigualtats de gènere oblidades en els estudis dels sociòlegs Robert K. Merton i Talcott Parsons, sobre la societat de l'època. Just 25 anys més tard que s'establís la definició de l'Efecte Mateu, l'any 1993 va ficar nom a la discriminació de les dones en l'àmbit científic amb el nom d'efecte Matilda.

## L'efecte Mateu en diferents àmbits
L'ús d'aquest fenomen s'ha estès a diverses disciplines com l'educació, en els diferents àmbits l'efecte Mateu es refereix tant a béns materials, com a altre tipus de bens com són els diners o altres valors immaterials com la confiança o el prestigi social:

### Sociologia
En sociologia, s'atribueix l'ús d'aquest terme per primera vegada a Robert K. Merton en un article publicat a Science, i fa referència a la perversió del principi de no autoritat; principi fonamental que afirma que la importància i rellevància d'una determinada afirmació, teoria o treball científic és independent de la importància, rellevància o estatus de l'autor. Aquest procés estocàstic és conegut com a "connexió preferencial".

### Educació
En grups d'alumnes, es tendeix a donar més atenció a aquells que tens més aptituds per a l'entorn on es mouen. En aquest àmbit, el primer en analitzar aquest fet va ser el psicòleg canadenc Keith Stanovich qui va observar que els que adquirien "riquesa" en l'expressió escrita i oral a edats primerenques, reforçaven cada vegada més aquestes aptituds, mentre que els que trigaven molt en aconseguir-les sentien seu fracàs, es resistien a passar de nou per la mala experiència i, per tant, llegien i escrivien menys, cosa que els feia susceptibles de quedar cada vegada en major desavantatge respecte als que ja dominaven la lecto-escriptura, que cada vegada eren millors.
En paraules de Stanovich: 
"L'adquisició de lectures lentes té conseqüències cognitives, conductuals i motivadores que frenen el desenvolupament d'altres habilitats cognitives i inhibeixen el rendiment de moltes tasques acadèmiques. En resum, a mesura que es desenvolupa la lectura, altres processos cognitius relacionats amb ella permeten un seguiment del nivell d'habilitat de lectura. Les bases de coneixement que estan en relacions recíproques amb la lectura també es veuen inhibides pel desenvolupament posterior. Com més segueixi aquesta seqüència de desenvolupament, més dèficits generalitzats es convertiran en més i més àrees de cognició i comportament. O bé, per dir-ho més senzill, i tristament, en paraules d'un noi plorós de nou anys, que ja està frustrant darrere dels seus companys en el progrés de la lectura, "La lectura afecta tot el que fas".
En l'educació d'adults també es pot aplicar aquest terme, en aquest cas es refereix al fenomen pel qual els adults que tenen els més elevats nivells d'educació primària són més propensos a continuar amb els seus processos de formació i aprenentatge, mentre que aquells amb els més baixos nivells d'educació primària tenen una menor tendència a continuar amb estudis reglats superiors.
Atenent a les expectatives prèvies, l'efecte Mateu té relació amb l'efecte Pigmalió, descrit per Rosenthal i Jacobsen (1968), encara que aquest últim fa referència només a l'efecte d'aquestes expectatives prèvies sobre la percepció del rendiment en la docència

### Gènere
En l'àmbit de gènere, els reconeixements a nivell històric han estat sempre per figures masculines, relegant el paper de la dona a un menor reconeixement enfront de l'home. Encara, en l'actualitat la dona pateix la discriminació retributiva en el context laboral i, en general, és encoberta en el reconeixement d'un projecte o assoliment si hi ha una figura masculina per davant a nivell de jerarquia en l'empresa, a nivell familiar o en els diferents grups socials.
Irònicament això mateix va passar en la realització de la tesi de l'Efecte Mateu. El 1968 Robert K. Merton va donar a conèixer l'efecte Mateu a la revista Science, per definir i establir aquest terme, el sociòleg es va basar en el treball d'una jove investigadora del seu grup, Harriet Zuckerman. Durant la dècada dels 60 Harriet realitzava una investigació en el marc de la seva tesi doctoral. Investigava les característiques de l'elit científica i, per això, va realitzar entrevistes a científics nord-americans que havien guanyat el premi Nobel. Molts d'ells li van reconèixer que per dur a terme les seves llorejades investigacions, havien treballat braç a braç amb joves investigadors que formaven part dels seus grups d'investigació. I que el treball i les aportacions d'aquests havien estat determinants. No obstant això, la comunitat científica els havia atorgat tot el mèrit a ells. Zuckerman va concloure que els científics amb més renom tenen més facilitats per aconseguir finançament per les seves investigacions o ocupar càrrecs de pes en universitats o altres institucions. La jove sociòloga va defensar la seva tesi en 1965 i els resultats de la mateixa van ser fonamentals perquè Merton identifiqués, expliqués i definís l'efecte Mateu. No obstant això, el treball d'Harriet no va ser reconegut públicament pel sociòleg. El 1968 Merton va publicar l'article "The Matthew Effect in Science", i el nom d'Harriet Zuckerman apareixia únicament en les notes a peu de pàgina.
Margaret W. Rossiter va definir aquest l'oblit conscient i sistemàtic que havien patit les aportacions de les dones científiques i investigadores fent honor al nom de Harriet Zuckerman i al de l'activista en pro dels drets de les dones, Matilda Joslyn Gage. D'aquesta manera, aquest fet es coneix des del 1993 amb el nom d'efecte Harriet / Matilda (encara que avui dia es conegui com l'Efecte Matilda). Rossiter va patentar aquest fenomen en el seu text "The Matthew Matilda Effect in Science".

### Món científic
En l'àmbit de les ciències es veu com científics en un entorn o grups de recerca, les figures més visibles o amb més reconeixement, són els que reben els èxits de les investigacions. De fet, els que han publicat o exposat anteriorment els seus treballs, a més de més fama, publicitat o atenció, aconsegueixen amb més facilitat fons económics. Amb aquests majors mitjans els és més fàcil continuar la seva activitat o empendre projectes de més envergadura.
Com ja hem vist a l'àmbit del gènere, molts científics reconeguts havien comptat amb el treball d'altres joves investigadors per dur a terme les seves investigacions però una vegada finalitzat el projecte, la comunitat científica les havia atorgat tot el mèrit a aquell científic de més renom. En aquest context, es compleix la Llei de Stigler, la qual, com ja hem vist, afirma que cap descobriment científic rep el nom de qui el va descobrir en primer lloc.

### Mercat amb influència social
S'ha demostrat que les recomanacions de productes i la informació sobre compres anteriors influeixen significativament en les opcions dels consumidors, ja sigui per a música, pel·lícules, llibres, tecnologies i altres tipus de productes. La influència social sovint indueix un fenomen més ric en què els productes populars tendeixen a ser encara més populars.

## Exemples
Com el crèdit es valora en la ciència, les afirmacions específiques de l'efecte Mateu són controvertides. Molts exemples a continuació mostren exemples de científics més famosos que obtenen crèdits per als descobriments a causa de la seva fama, tot i que altres científics menys notables havien anticipat el seu treball.
- Els experiments que manipulen els comptes de descàrregues o les llistes de best-sellers per a llibres i música han demostrat que l'activitat dels consumidors segueix l'aparent popularitat[10][11][12]
- En la teoría algorítmica de la informació, la noció de complexitat de Kolmogorov rep el nom del famós matemàtic Andrey Kolmogorov, tot i que va ser descobert i publicat independentment per Ray Solomonoff un any abans de Kolmogorov. Li i Vitanyi, a "Introducció a la complexitat de Kolmogorov i les seves aplicacions" (p. 84), escriuen:"[13]Ray Solomonoff va introduir el que ara es coneix com a "complexitat de Kolmogorov" en un llarg article de la revista l'any 1964". Això fa que Solomonoff sigui el primer inventor i planteja la qüestió de si s'hauria de parlar de la complexitat de Solomonoff.
- Hi ha molts exemples incontroversos de l'efecte Mateu en matemàtiques, on un concepte es deu a un matemàtic (i ben documentat com a tal), però que s'atribueix a un matemàtic més famós que possiblement va treballar més tard. Per exemple, el model de disc de Poincaré i el model de semiplà de Poincaré de l'espai hiperbòlic són tots dos anomenats per Henri Poincaré, però van ser introduïts per Eugenio Beltrami el 1868 (quan Poincaré tenia 14 anys i encara no havia contribuït a la geometria hiperbòlica).
- Un model de progrés de la carrera incorpora de forma quantitativa l'efecte Mateu per predir la distribució de la durada de la carrera individual en les professions competitives. Les prediccions dels models es validen analitzant les distribucions empíriques de la durada de la carrera professional per a les carreres científiques i esportives professionals (per exemple, la Major League Baseball).[13] Com a resultat, la disparitat entre el gran nombre de carreres curtes i el nombre relativament reduït de carreres extremadament llargues es pot explicar pel mecanisme "ric - fer-se més ric", que en aquest marc proporciona a persones més experimentades i de bona reputació amb avantatge competitiu per obtenir noves oportunitats professionals.
- En el seu llibre de 2011 "Els millors àngels de la nostra naturalesa: per què la violència ha disminuït", el psicòleg cognitiu Steven Pinker fa referència a l'efecte Mateu en les societats, on tot sembla anar bé en alguns i en altres. Especula en el capítol 9 que això podria ser el resultat d'un bucle de retroalimentació positiu en què un comportament imprudent d'alguns individus crea un entorn caòtic que fomenta un comportament imprudent per part dels altres. Cita investigacions de Martin Daly i Margo Wilson mostrant que com més inestable és el medi ambient, les persones amb més rapidesa descarten el futur i, per tant, menys assoleixen un futur exitòs.
- Un gran efecte de Matthew va ser descobert en un estudi sobre el finançament de la ciència als Països Baixos, on els guanyadors just per sobre del llindar de finançament van acumular més del doble de finançament durant els vuit anys següents com a no guanyadors amb puntuacions de revisió gairebé idèntiques. just per sota del llindar[14]

A la ciència, les dramàtiques diferències en la productivitat es poden explicar per tres fenòmens: espurna sagrada, avantatge acumulat i minimització de costos de cerca pels editors de la revista. El paradigma de l'espurna sagrada suggereix que els científics difereixen en les seves capacitats inicials, talent, habilitats, persistència, hàbits de treball, etc., que proporcionen avantatges particulars a determinades persones. Aquests factors tenen un efecte multiplicador que ajuda a aquests erudits a tenir èxit més tard. El model d'avantatge acumulat afirma que un èxit inicial ajuda l'investigador a accedir als recursos (p. Ex., Alliberament d'ensenyament, millors estudiants de postgrau, finançament, instal·lacions, etc.), la qual cosa al seu torn dona més èxit. La reducció dels costos de cerca per part dels editors de revistes es produeix quan els editors intenten estalviar temps i esforç seleccionant conscientment o inconscientment articles de reconeguts acadèmics. Mentre que el mecanisme exacte que fonamenta aquests fenòmens és encara desconegut, es documenta que una minoria de tots els acadèmics produeix la producció més investigadora i atreu la majoria de cites.